# 23. СС оклопна гренадирска дивизија Недерланд (1. холандска)
23. СС добровољачка оклопна гренадирска дивизија Холандија је била немачка Вафен СС добровољачка дивизија. Састојала се од добровољаца холандског порекла. За време Другог светског рата, учествовала је у борбама на Источном фронту.

## Историја и концепт
После успешног напада Немачке на Пољску 1939, било је јасно да ће немачка војска убрзо напасти и Совјетски Савез. Хајнрих Химлер, шеф СС-а, уз подршку фирера Адолфа Хитлера, почео је кампању крајем 1940, регрутујући фашистички оријентисано мушко становништво, у покореним државама, стварајући војне групе по угледу на француску Легију. 23. СС добровољачка оклопна гренадирска дивизија Холандија је формирана да би руководила акцијама добровољаца из Холандије.
Регрутација је убрзо и почела, и до априла 1941. године, први холандски СС добровољци, су почели да пристужу у Хамбург. Њихова обука је трајала јако кратко.
До јула 1941. године, број регрутованих војника у Холандији је био огроман, и то је довело до формирања 23. СС добровољачка оклопна гренадирска дивизија Холандија. Холандски добровољци су и даље наставили да се регрутују, па је ова формација са обичног пешадијског батаљона, успела да створи 5 механизованих јединица. Тада је јединица променила име у СС добровољачка легија Холандије. Лидер Национал-социјалистичког покрета Холандије Антон Мусерт, је 11. јула 1941. године, позвао све припаднике покрета да се регрутују у Легију.
Велики труд је био уложен од стране Немаца, који су желели да докажу становништву Холандије, да Легија није антихоландска и пронемачка и профашистичка.
Прву обуку регрути 23. СС добровољачке оклопне гренадирске дивизије Холандија, су доживели у Хамбургу, да би затим били послати у Источну Пруску, на даља усавршавања и наставак обуке. Иако су били изложени великим потешкоћама и малаксалости током обуке, регрути су морали да се повинују вољи команданата Вафен-СС, који су веровали у то, да је Аријевска раса узвишена, и да ништа није немогуће. Новембра 1941. године, Легија је била распоређена у групи Север, која је требало да се бори за Лењинград.

## Борбе око Лењинграда
Легија је у борбама укључена јануара 1942. године. Одмах је почела да припрема одбрамбену линију. У следећих неколико недеља, Легија је била укључена у операцију спречавања совјетске Црвене армије, која је покушала прелазак на западну обалу Болхова. У истом периоду је била укључена и у још неколико мање значајних офанзива против совјетске армије, и у неколико сузбијања партизанских герилских групација. Лидер НСПХ Мусерт, је почетком фебруара 1942. године, посетио Легију на Источном фронту. Његова посета је имала за циљ подизање морала војсци. Дана 10. фебруара, Совјетска армија је отпочела офанзиву против Немаца, која је имала за циљ да ублажи њихов напад на Лењинград. Легија је претрпела велике губитке, али је успела да спречи продор Совјета. Легија је наставила ангажовање у отпору против Совјета, све до јуна 1942. године. Упркос великим ударима непријатеља, и такође великим бројчаним губицима, Легија је успела да одржи одбрамбену линију фронта.